# Express Legnicki
Express Legnicki – tygodnik wydawany w Legnicy, ukazujący się w każdą środę w nakładzie 13 100 egzemplarzy. Express Legnicki zawiera informacje z regionu, jest gazetą bezpłatną. Kolportowany jest na obszarze miasta w urzędach, sklepach, restauracjach, aptekach, centrach kultury, centrach sportowych i rekreacyjnych, księgarniach, zakładach usługowych itp.